# Intrepid Sea, Air & Space Museum

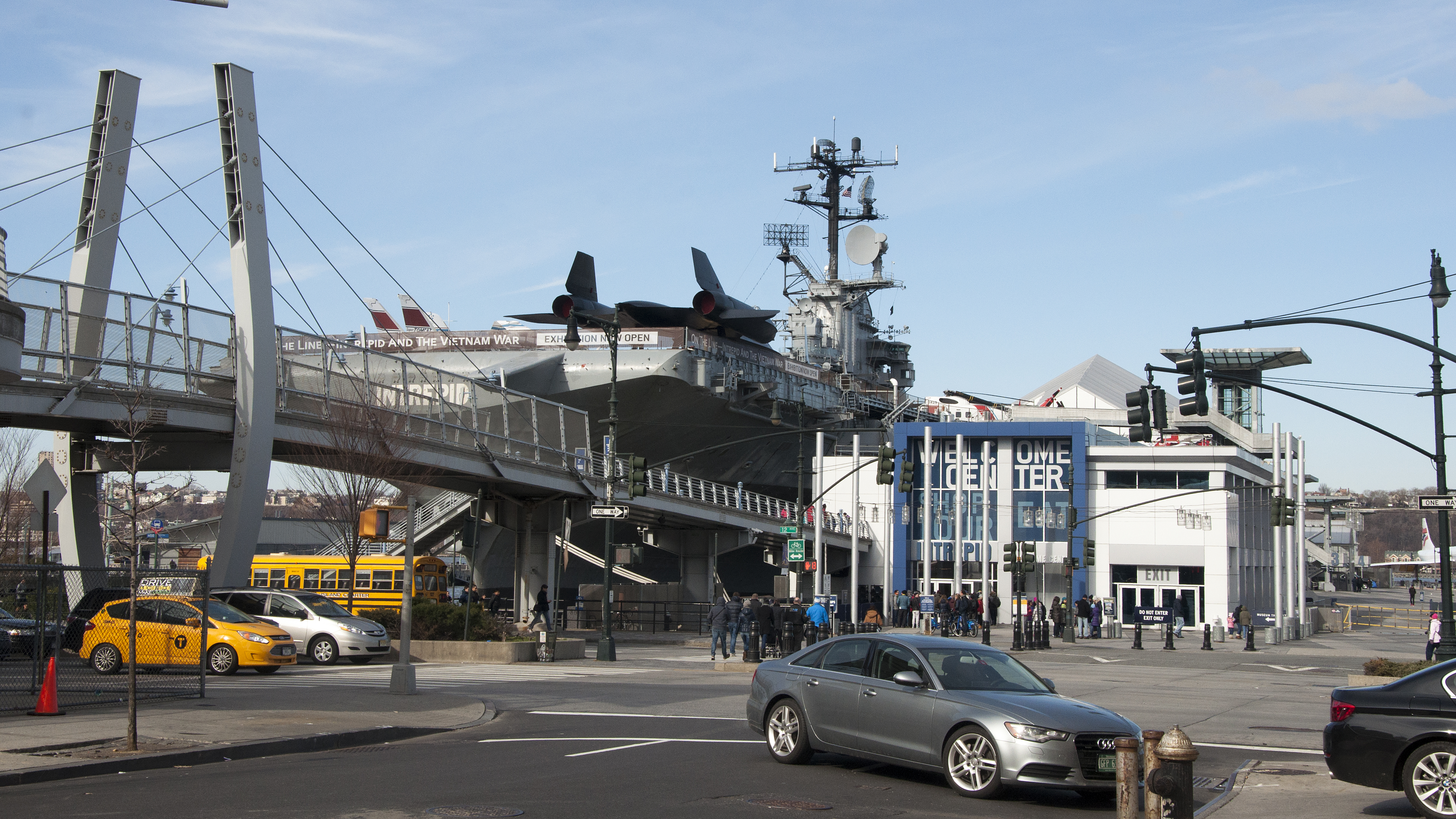
Intrepid Museum

Het Intrepid Museum (oorspronkelijk het Intrepid Sea, Air & Space Museum), (Nederlands: Intrepid (Onverschrokken)  museum) is een museum aan boord van de USS Intrepid in de Amerikaanse stad New York. Naast het vliegdekschip is een aantal historische schepen te zien. Het museum ligt aan Pier 86 van de rivier de Hudson, aan het westelijke einde van de 46th Street in de wijk Hell's Kitchen van Manhattan.
De museumcollectie toont het ruimteveer Enterprise, de Concorde, de onderzeeër USS Growler en de Lockheed A-12. De tentoongestelde Concorde vestigde een wereldsnelheidsrecord voor passagiervliegtuigen op 7 februari 1996. Het vloog van New York naar Londen in 2 uur, 52 minuten en 59 seconden. Het telt 23397 vlieguren, het meeste van alle 20 gebouwde Concordes.

## Geschiedenis
Het museum opende in 1982 aan boord van het vliegdekschip dat in 1978 van de schroothoop was gered. De USS Intrepid staat sedert 1986 vermeld als National Historic Landmark. In 2001 was het museum tijdelijk de basis van waaruit de FBI zijn onderzoek voerde na de aanslagen van 11 september.
Van 2006 tot 2009 onderging het schip en de pier restauratiewerken. De Intrepid werd versleept naar een andere locatie op de Hudson en kwam daarbij een tijdlang vast te zitten toen haar propellers de bodem raakten. Aanpassingswerken op Staten Island volgden tot het museum opnieuw zijn deuren opende op 8 november 2009.

## Mercury en Gemini
De USS Intrepid viste op 24 mei 1962 de Aurora 7 met astronaut Scott Carpenter aan boord uit de oceaan. Een replica van de capsule is in het museum te zien. Het vliegdekschip fungeerde ook als bergingsschip voor de Gemini 3 missie met astronauten Virgil Grissom en John Young toen die op 23 maart 1965 in de oceaan neerplonsden. Ook van de Geminicapsule is een replica te zien. Het ruimtetijdperk wordt verder belicht via de Sojoez ruimtecapsule, meer bepaald de Sojoez TMA-6.

## Het ruimteveer Enterprise
Het museum verkreeg in december 2011 de eigendomstitel van de Enterprise. Na technische controle bleek alles in orde om de shuttle met de Shuttle Carrier Aircraft vanuit Washington DC, waar de Enterprise eerder in het  Smithsonian stond tentoongesteld, over te vliegen naar John F. Kennedy International Airport. De Enterprise werd na de vlucht op een ponton over de Hudson naar het Intrepid gevaren. Sinds juni 2012 heeft Enterprise zijn plaats in het museum. Tijdens de orkaan Sandy in 2012 liep de hal met de Enterprise schade op.

## Galerij

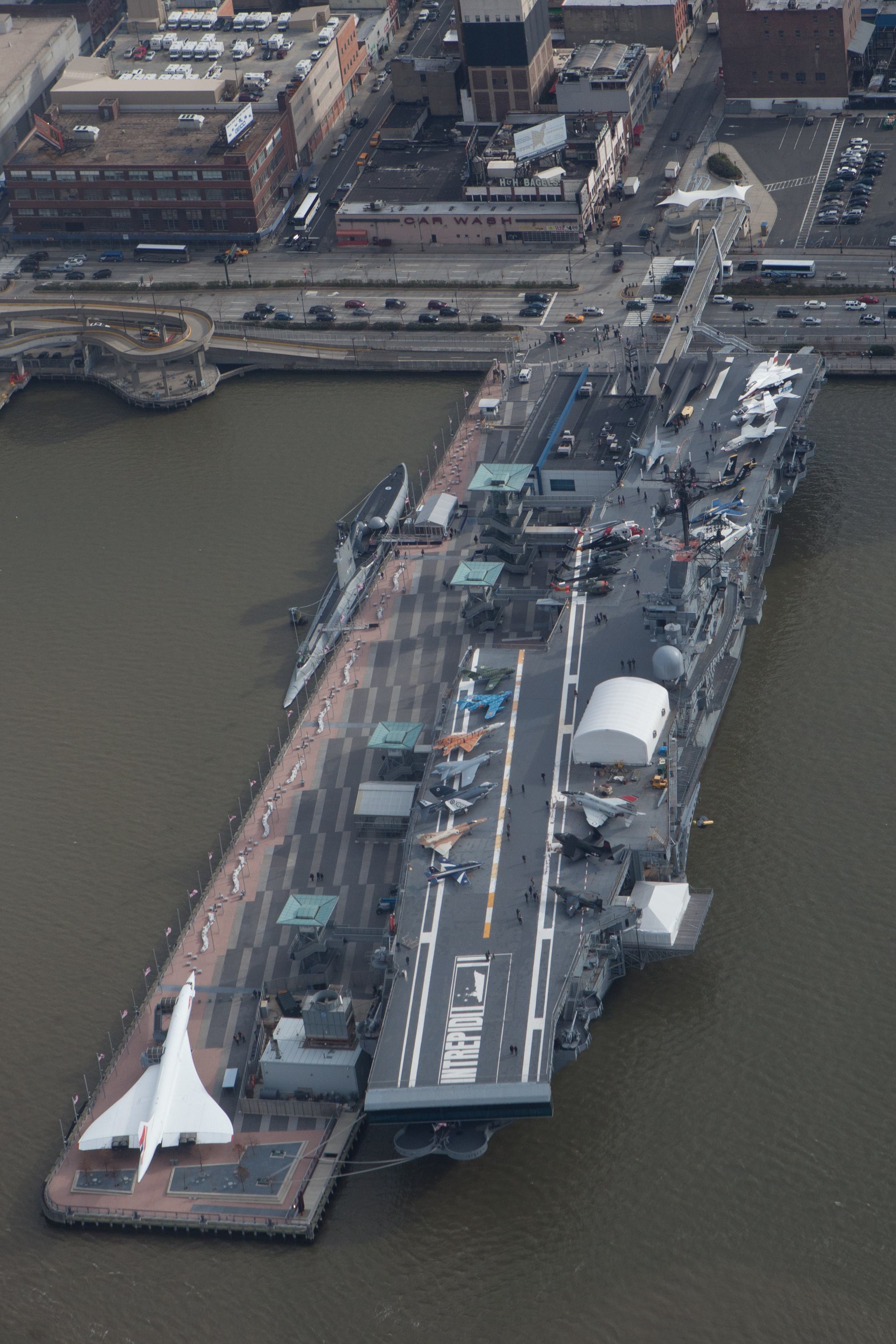
Het museum vanuit de lucht in 2011
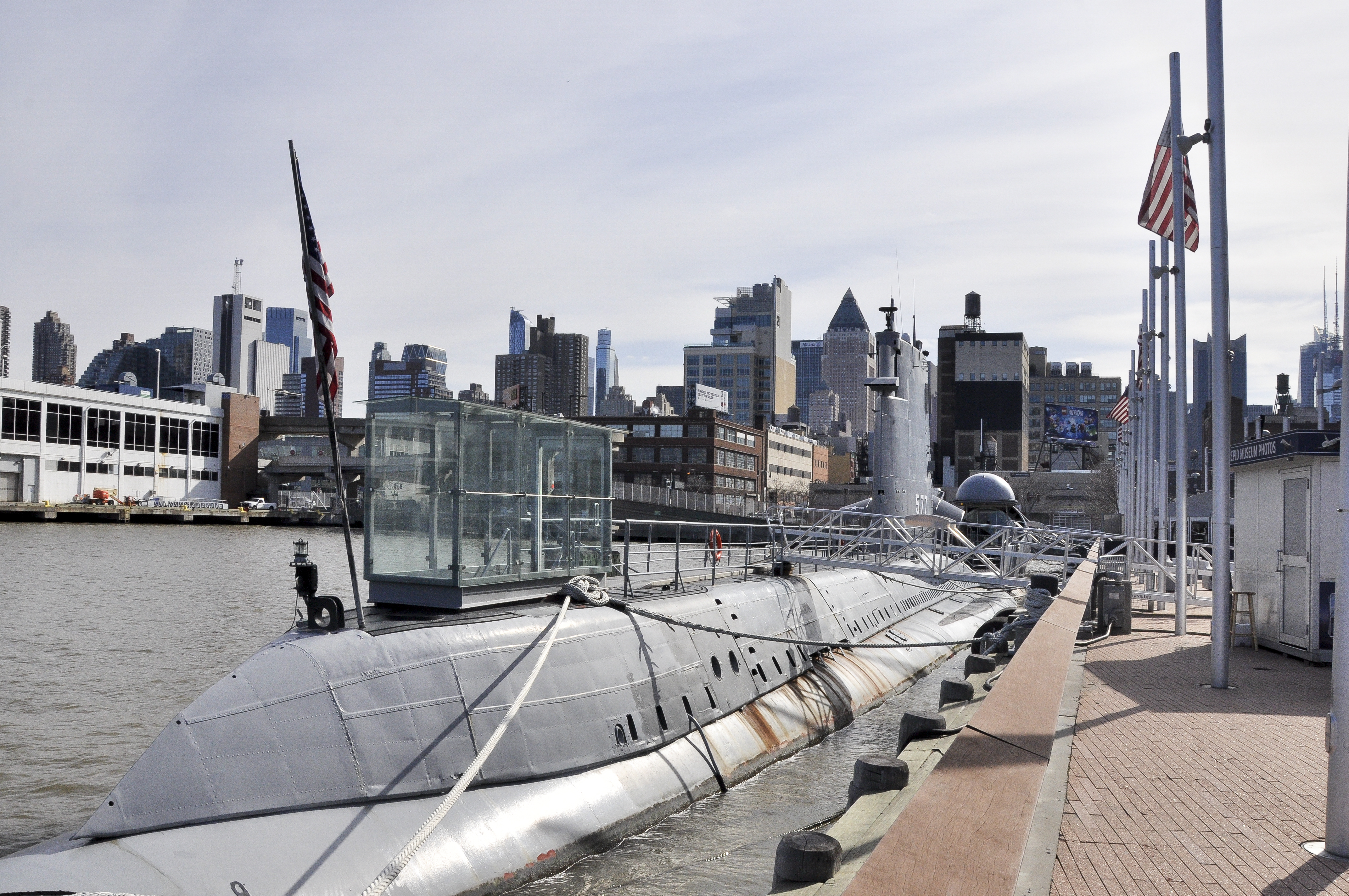
De USS Growler
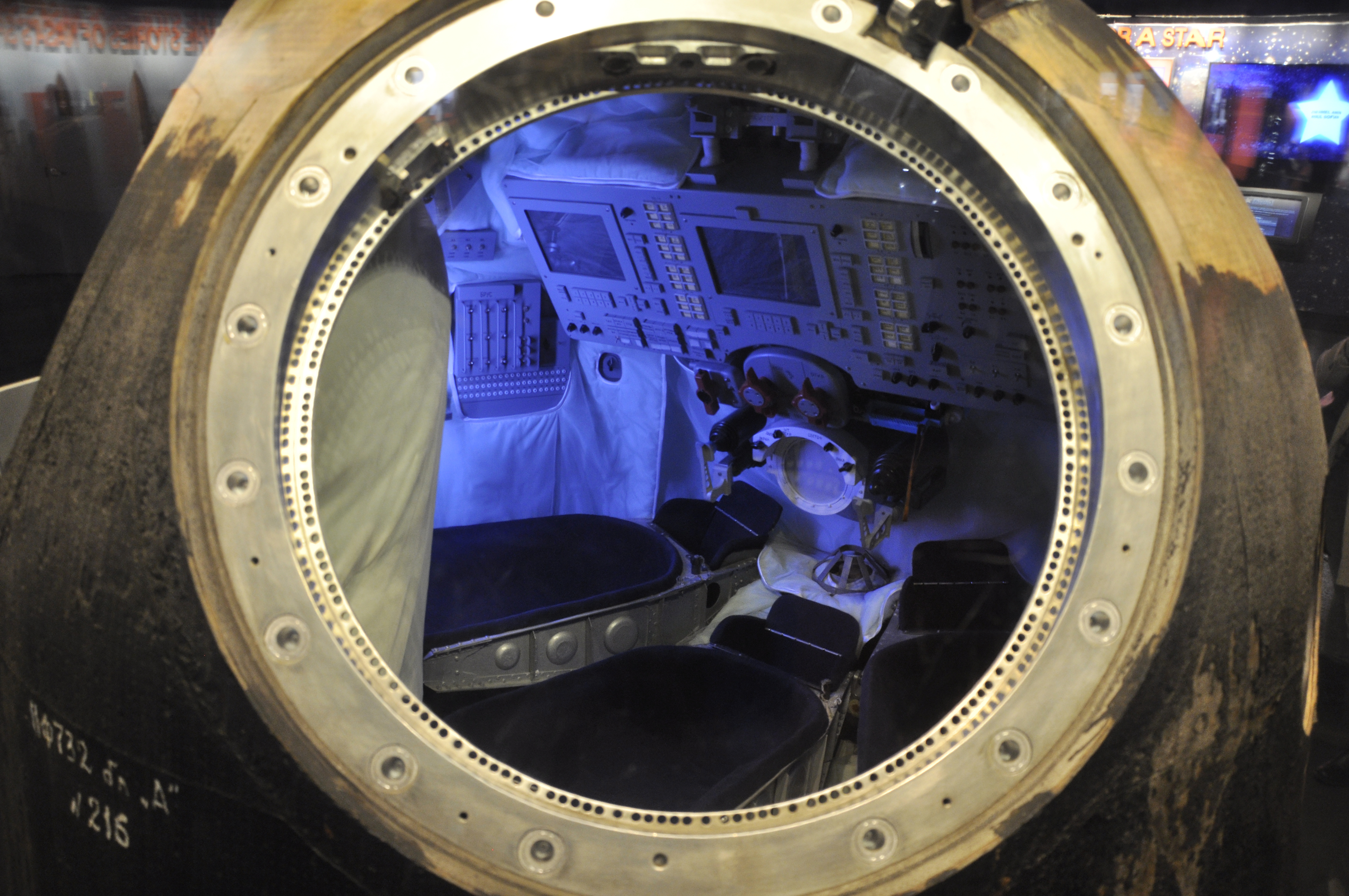
De Sojoez TMA-6
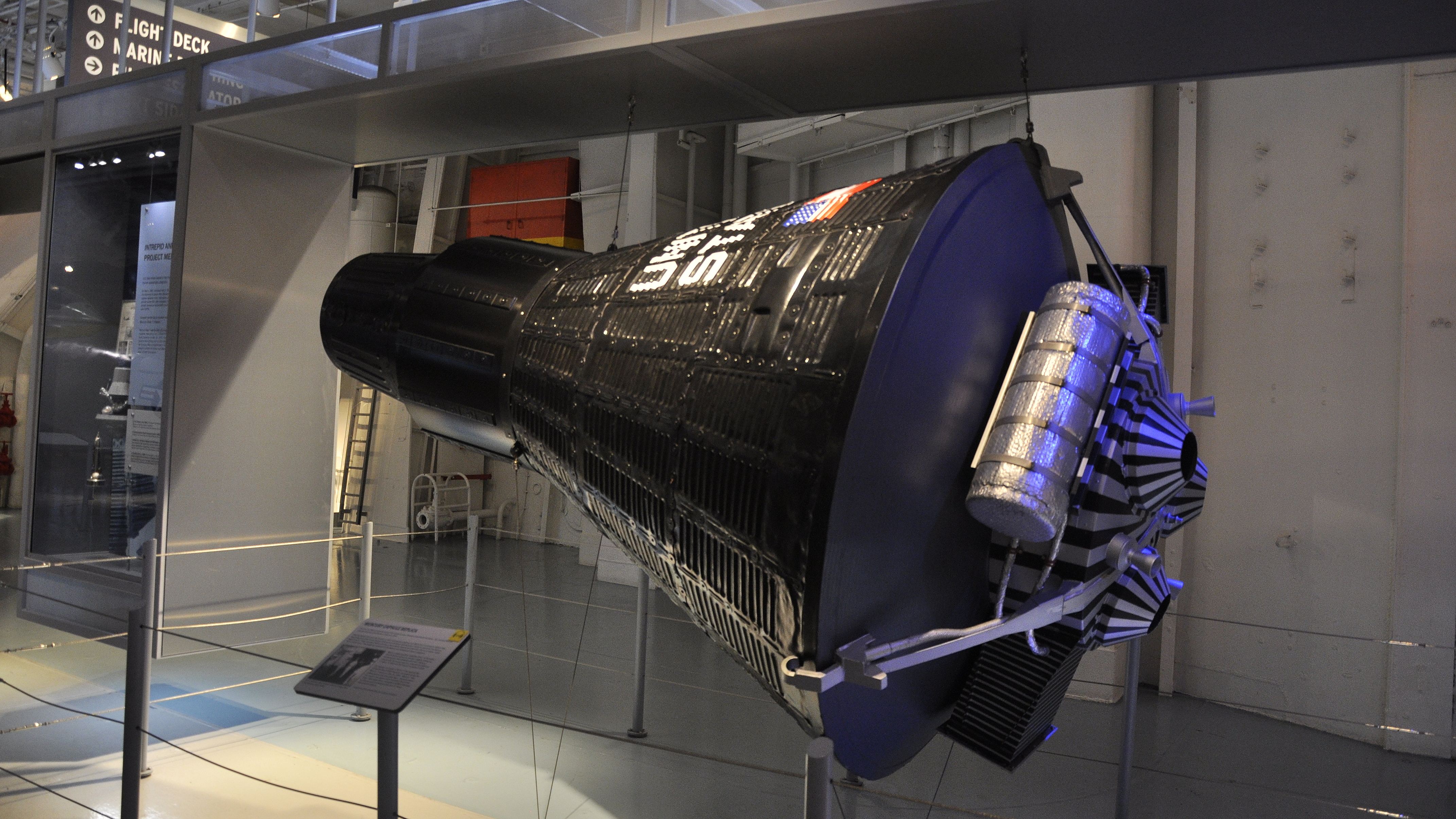
De replica van de Mercurycapsule
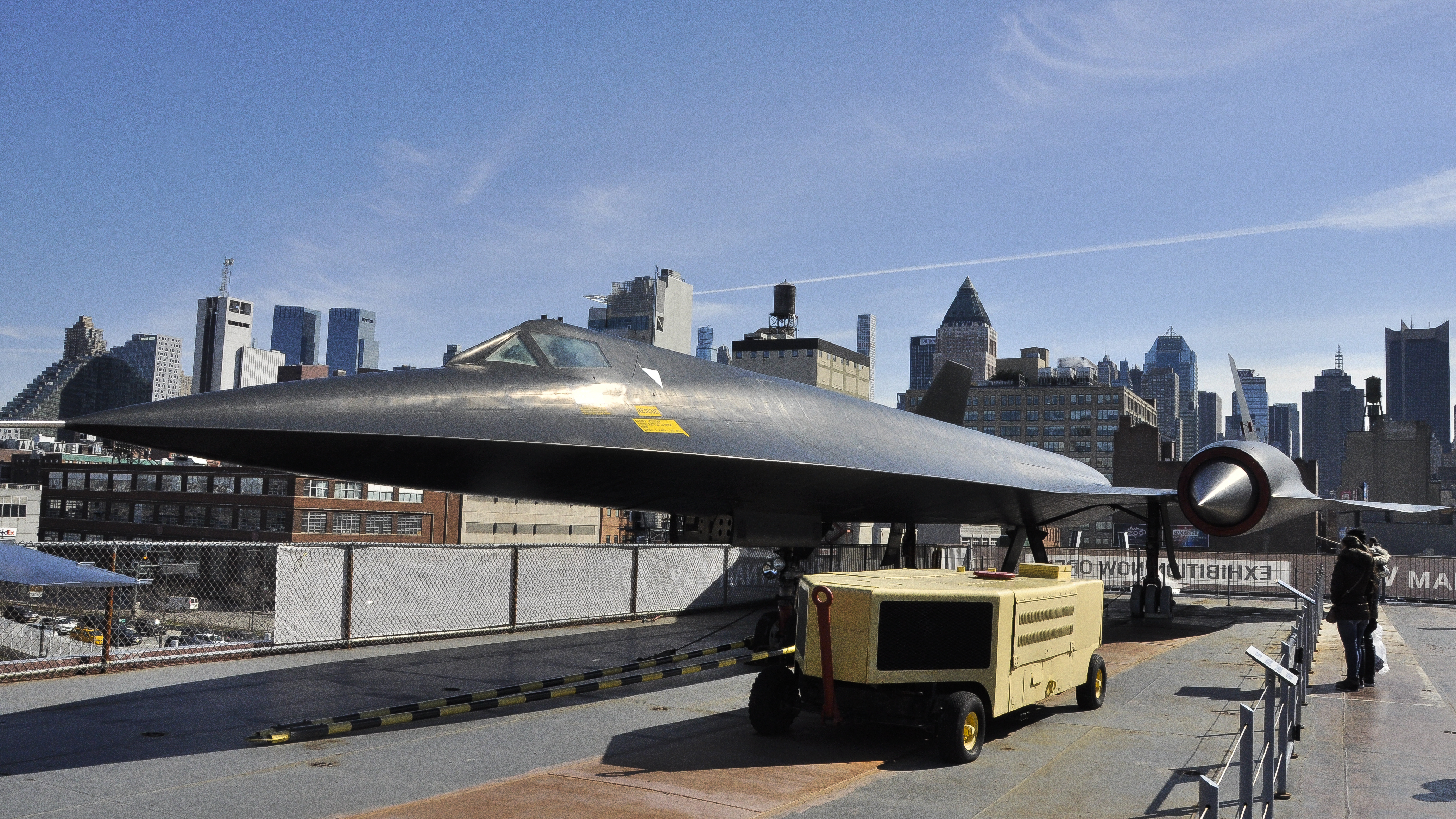
Lockheed A-12, voorloper van de Lockheed SR-71 (Blackbird)
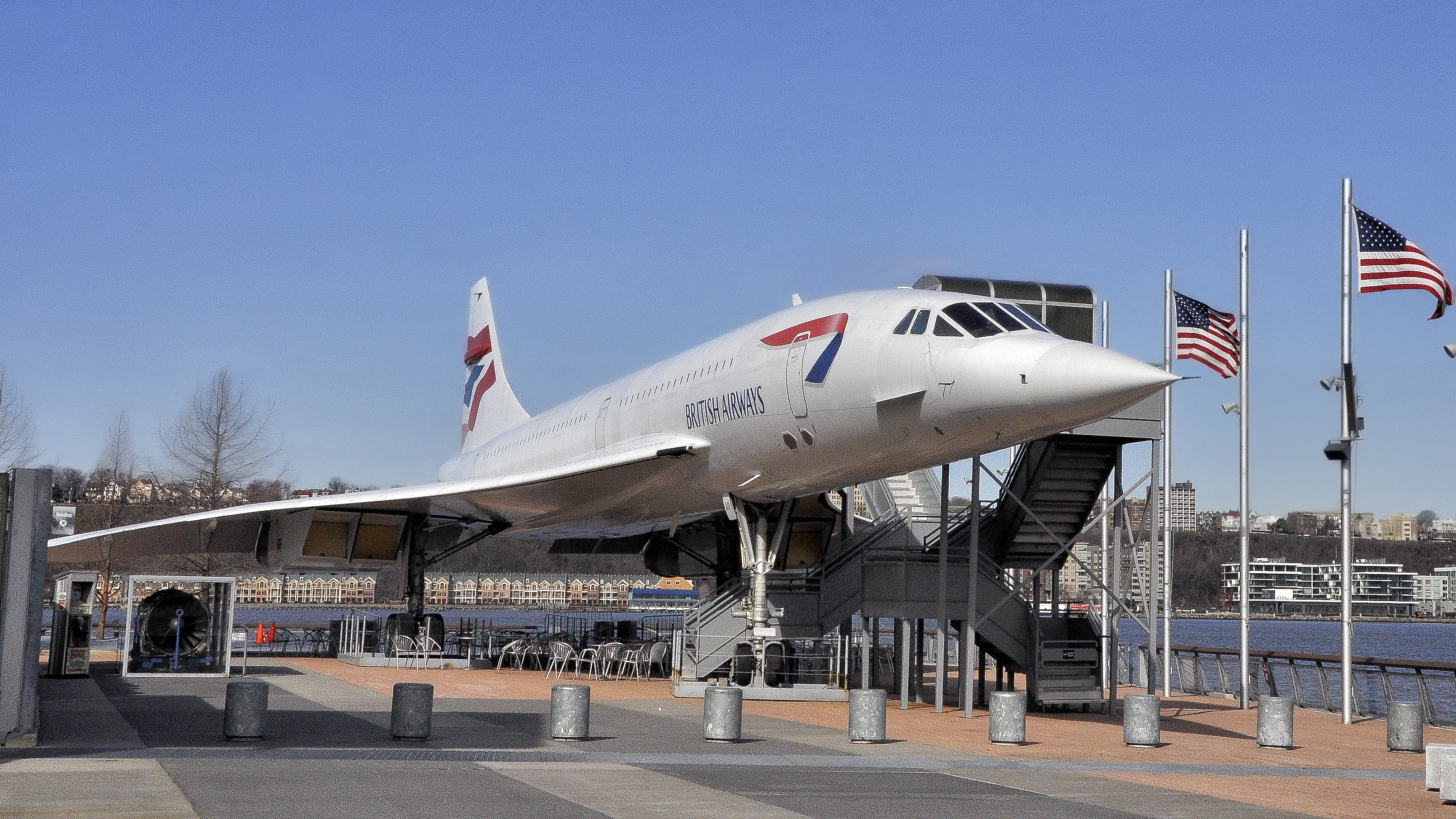
British Airways Concorde G-BOAD
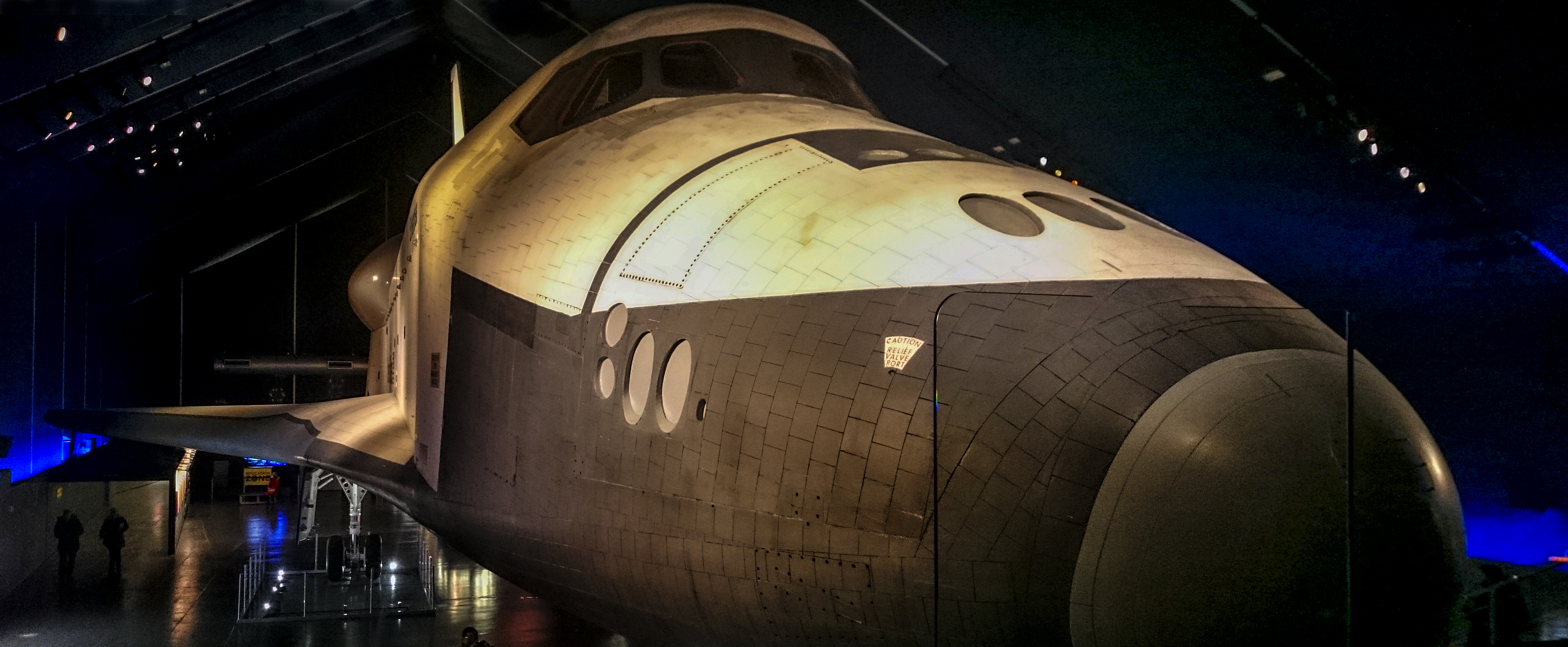
Het ruimteveer Enterprise